# Mike Mercer
Mike Mercer (eigentlich Michael Mercer; * 28. April 1947) ist ein ehemaliger kanadischer Kugelstoßer.
1971 gewann er Bronze bei den Panamerikanischen Spielen in Cali, 1978 wurde er Vierter bei den Commonwealth Games in Edmonton, und 1981 holte er Bronze bei den Pacific Conference Games.
1971 wurde er Kanadischer Meister. Seine persönliche Bestleistung von 19,38 m stellte er am 19. Juni 1980 in Scarborough auf.